# Benjamin Jeannot
Benjamin Jeannot (* 22. Januar 1992 in Laxou) ist ein französischer ehemaliger Fußballspieler.

## Karriere

### Verein
Jeannot begann das Fußballspielen bei einem kleinen Verein in Dommartin-lès-Toul. 2002 wechselte er zur AS Nancy, bei der er 2009 in den Kader der viertklassigen zweiten Mannschaft berufen wurde. Als 18-Jähriger gelang ihm 2010 der Sprung in die erste Mannschaft. In seiner ersten Saison kam er zu neun Einsätzen in der ersten Liga. Nach zwei Jahren bei Nancy, in denen er zu unregelmäßig spielte, wurde er 2012 an den Zweitligisten LB Châteauroux ausgeliehen, wo er zum Stammspieler wurde. 2013 kehrte er nach Nancy zurück und konnte sich dort ebenfalls einen festen Platz in der ersten Elf erkämpfen. Am Saisonende 2013/14 scheiterte das Team knapp am Aufstieg. Im Sommer 2013 kehrte er nach Nancy zurück und avancierte dort anschließend zu einem festen Bestandteil der Stammelf.
Zur Spielzeit 2014/15 wechselte er zum Erstligisten FC Lorient in den Westen des Landes. Auch dort hatte er in der nachfolgenden Zeit meist einen Stammplatz inne. Nach drei Spielzeiten in Lorient schloss sich der Franzose FCO Dijon an. Im Sommer 2019 wechselte er zu SM Caen.

### Nationalmannschaft
Bei einem 0:0 gegen Mexiko debütierte Jeannot am 22. August 2009 in der U-18-Nationalmannschaft. In einem Spiel am folgenden Tag gegen Japan schoss er für diese sein erstes Tor. Später lief Jeannot auch für die französische U-19 und U-21 auf.